# Rhian Benson
Rhian Benson es una cantante de neo soul y sophisti-pop nacida en Ghana. Es hija de madre galesa y padre procedente de Ghana. Tuvo una infancia ajetreada, ya que cada poco cambiaba su lugar de residencia, debido a los compromisos de sus padres, pero la mayor parte de su vida la vivió en su lugar de nacimiento, en la India y en el Reino Unido. Desde niña aprendió a tocar el piano, y con tan solo nueve años escribió su primera canción. Pero no fue hasta acabar sus estudios cuando se planteó el hacer música de forma seria. Empezó a tocar sus canciones con un estilo smooth jazz por distintos clubes musicales de Londres. En 2003 firmó por DKG para editar su primer álbum. Ese mismo año salió a la venta "Gold coast", del que destaca el sencillo "Spirit", que pasó de una forma discreta por las listas de R&B.

## Discografía
Álbumes
- 2003: Gold Coast
- 2011: Hands Clean

Sencillos
- 2003: "Say How I Feel" - UK #27[1]
- 2003: "Stealing My Piece Of Mind"
- 2011: "Better Without You"